# 1,1-di-joodethaan
1,1-di-joodethaan is een organische verbinding met als brutoformule C2H4I2. Het is een vloeistof die onoplosbaar is in water.

## Synthese
1,1-di-joodethaan kan bereid worden door reactie van di-jood met diazoethaan. Diazoethaan zelf wordt in situ bereid uit het hydrochloride van ethylamine, dat achtereenvolgens met ureum en natriumnitriet wordt omgezet tot een nitrosoverbinding. Deze verbinding wordt met kaliumhydroxide omgezet tot diazoethaan: